# 海外取材番組
『海外取材番組』（かいがいしゅざいばんぐみ）は、1959年から1978年までNHK総合で放送されたテレビ番組である。当初はモノクロ放送だったが、1963年11月6～8日の3回シリーズ「カラコルムへの道」が最初のカラー放送（パートカラー）となり、次に1966年の4月21日・28日の2回シリーズ「隣邦韓国」がカラー放送となり、その後、9月22日放送の「カナダ」第1回「無限の大地」からは毎回カラー放送となった。

## 放送時間
- 1960年7月 - 1961年3月：火曜 21:30 - 22:00
- 1961年4月 - 1961年9月：金曜 20:30 - 21:00
- 1961年10月 - 1962年3月：金曜 21:00 - 21:30
- 1962年4月 - 1964年3月：水曜 21:00 - 21:30
- 1964年4月 - 1972年3月：木曜 19:30 - 20:00
- 1972年4月 - 1978年3月：水曜 19:30 - 20:00

## 放送リスト
1959年度
- アフリカ大陸を行く[4]
- 東南アジアを行く

1960年度
- 東南アジアを行く
- 中南米を行く
- 中近東を行く

1961年度
- 北米大陸を行く
- ソビエトを行く
- 民族と文明
- 東南アジアの自然をたずねて
- 新しいヨーロッパ　EECをめぐる動き

1962年度
- 躍進するEEC
- 東欧を行く
- 南太平洋 自然と人間
- 胎動するアジア
- 東アフリカの未開民族
- 世界の青年[1]

1963年度
- ヨーロッパ新時代[1]
- 南アメリカの自然[1]
- アメリカの労働事情
- アフリカ[1]
- カラコルムへの道（番組初のカラー放送（パートカラー））[1][5]
- 中華人民共和国[1]
- アジア文明の源流
- ハワイ諸島をたずねて

1964年度
- アジアの十字路
- カリブ海の国々
- アジア・ハイウェイ10000キロ
- 近代国家の像
- 世界の農村
- シベリア
- 世界のこども

1965年度
- インドシナの底流
- マダガスカルの自然
- 南の隣国
- オセアニア
- 北ヨーロッパ
- 華僑
- 国連
- この子らのために
- 中国文明の伝統
- 社会と警察

1966年度
- 社会と警察
- 隣邦韓国（カラー制作）[2]
- 民族と国家[2]
- 宇宙時代[2]
- カナダ（ここから毎回カラー制作となる）[3]
- 東欧の新しい波[6]
- 北極圏[6]
- 大都市[7]

1967年度
- 大都市
- 東南アジアの農業開発
- ナイル
- 教育の時代[8]
- 小さな国々
- 50歳のソビエト
- ニューギニアの自然
- 自治

1968年度
- 自治
- 海外の日本
- ベトナム戦争
- 明治百年
- 交通新時代
- 自然と人間
- 南太平洋の農業国
- 世界の企業
- 婦人と社会

1969年度
- 婦人と社会
- 大学
- 南と北
- 水と文明
- アジアと安全保障

1970年度
- アジアと安全保障
- あすのスポーツ
- 巨大科学
- アジアの自然
- 世界と安全保障
- 近代国家と政党
- エベレストへの道
- ヨーロッパ'70
- 生活優先への道
- マスコミと社会
- 市民と住宅

1971年度
- 東南アジア
- 世界の家族
- アラブの世界
- 海と人間
- 若い指導者
- 医療

1972年度
- アフリカ'72
- 岐路に立つ東南アジア
- 幼児教育
- 資源開発
- 民族と音楽 ヨーロッパ編
- ユダヤの世界

1973年度
- インドシナベトナム停戦以後
- 都市と災害
- 文明と食生活
- 食糧危機と日本[9]
- ラテンアメリカ
- アメリカ'73
- 太陽と人間
- トルコ
- 新しい模索

1974年度
- 世界の食品
- 発展途上国の10代
- 民族と音楽 地中海編
- 東欧'74
- 童話の国々
- アジアの青春
- こんにちの中東
- 職人の世界
- 環太平洋の自然 オーストラリア
- ハワイ日系人

1975年度
- 内戦の記録 カンボジアの5年
- 民族と衣装
- 消費者新時代
- 夜あけの大河アマゾン
- 海と人間
- ゆれるアジア
- アフリカ5000キロ
- 環太平洋の自然 アラスカ
- 婦人と労働
- 名作の世界
- 黒いゴールドラッシュ アラスカ
- 文明と犯罪
- 祈りのある生活

1976年度
- エネルギー
- アジアの回教
- アメリカの中のアメリカ
- 民族と音楽 中南米編
- トンガの日本人 椰子と友情の島
- アンデスの長寿村
- 教育の時代
- 酒と文明
- 企業と社会
- アジアの民芸
- ヨーロッパの摸索
- 環太平洋の自然 ニュージーランド

1977年度
- 労働組合
- 法の周辺
- 住まいと伝統
- 世界の遊園地
- ボルガを下る
- 世界の鉄道
- 工業化進むアジア 80年代への始動
- スポーツの時代